# Wilfredo Salgado
José Wilfredo Salgado García, nascut el 13 de març del 1966 a Santiago de María (Usulután) és un empresari, militar i polític salvadorenc, conegut popularment com a «Will Salgado». És l'alcalde de la ciutat de San Miguel des de l'any 2000.
Després de militar al partit d'extrema dreta Alianza Republicana Nacionalista (ARENA) i al Partit de Conciliació Nacional (PCN), passà al Partido Demócrata Cristiano (PDC). El PDC va dur per primera vegada Salgado al govern local de San Miguel el 2000. No obstant això, problemes interns ho van dur a buscar la bandera d'ARENA, amb qui va guanyar la reelecció el 2003. Salgado va abandonar ARENA i va buscar un tercer període amb el PCN, amb el qual va guanyar un tercer període en 2006. Però l'ambició personal de l'alcalde per buscar la Presidència de la República el 2009 amb la bandera del PCN va dur la direcció d'aquest partit a expulsar-lo de les seves files el juny del 2007.